# 15ns Premis AVN
La cerimònia dels 15ns Premis AVN, organitzada per Adult Video News (AVN), va tenir lloc el 10 de gener de 1998 al Caesars Palace, a Paradise (Nevada), EUA. Durant l'espectacle, AVN va presentar els Premis AVN (l'equivalent a la indústria dels Premis Oscar) en 54 categories en honor a les millors pel·lícules pornogràfiques estrenadas entre l'1 d'octubre de 1996 i el 30 de setembre de 1997. La cerimònia va ser produïda per Gary Miller i dirigida per Mark Stone. El còmic Robert Schimmel va ser l'amfitrió, amb les actrius de cinema per a adults Racquel Darrian i Misty Rain com a company -hosts. En una recepció de còctel prèvia als premis celebrada la nit anterior, es van lliurar 50 premis AVN més, sobretot per èxits entre bastidors. pels amfitrions Nici Sterling i Dave Tyree, tanmateix, aquest esdeveniment no va ser ni televisat ni distribuït en cintes VHS com va ser la cerimònia de la vetllada principal. Tots dos esdeveniments van incloure categories de premis per a pel·lícules gais; l'últim any, l'espectacle va incloure premis tant gais com heterosexuals. Els premis gai es van dividir posteriorment en un programa separat, els GayVN Awards.
Zazel va guanyar la majoria de premis amb set, però, Bad Wives, que va rebre sis estatuetes, va guanyar a la millor pel·lícula. Buda va guanyar a la millor funció gravada en vídeo. Nic Cramer va guanyar el millor director de pel·lícula per Operation Sex Siege.

## Guanyadors i nominats
Els guanyadors es van anunciar durant la cerimònia de lliurament de premis el 10 de gener de 1998. A més de guanyar a la millor pel·lícula, Bad Wives també va guanyar la millor actriu per Dyanna Lauren, el millor actor per Steven St. Croix i el millor Guió per a Dean Nash. Zazel va ser nomenada millor pel·lícula de tot sexe i Naked Highway va ser el millor vídeo gai. Johnni Black va guanyar la millor estrella nova, mentre que els intèrprets de l'any van ser: Stephanie Swift, femenina; Tom Byron, home; i Jim Buck, gai.

### Premis principals

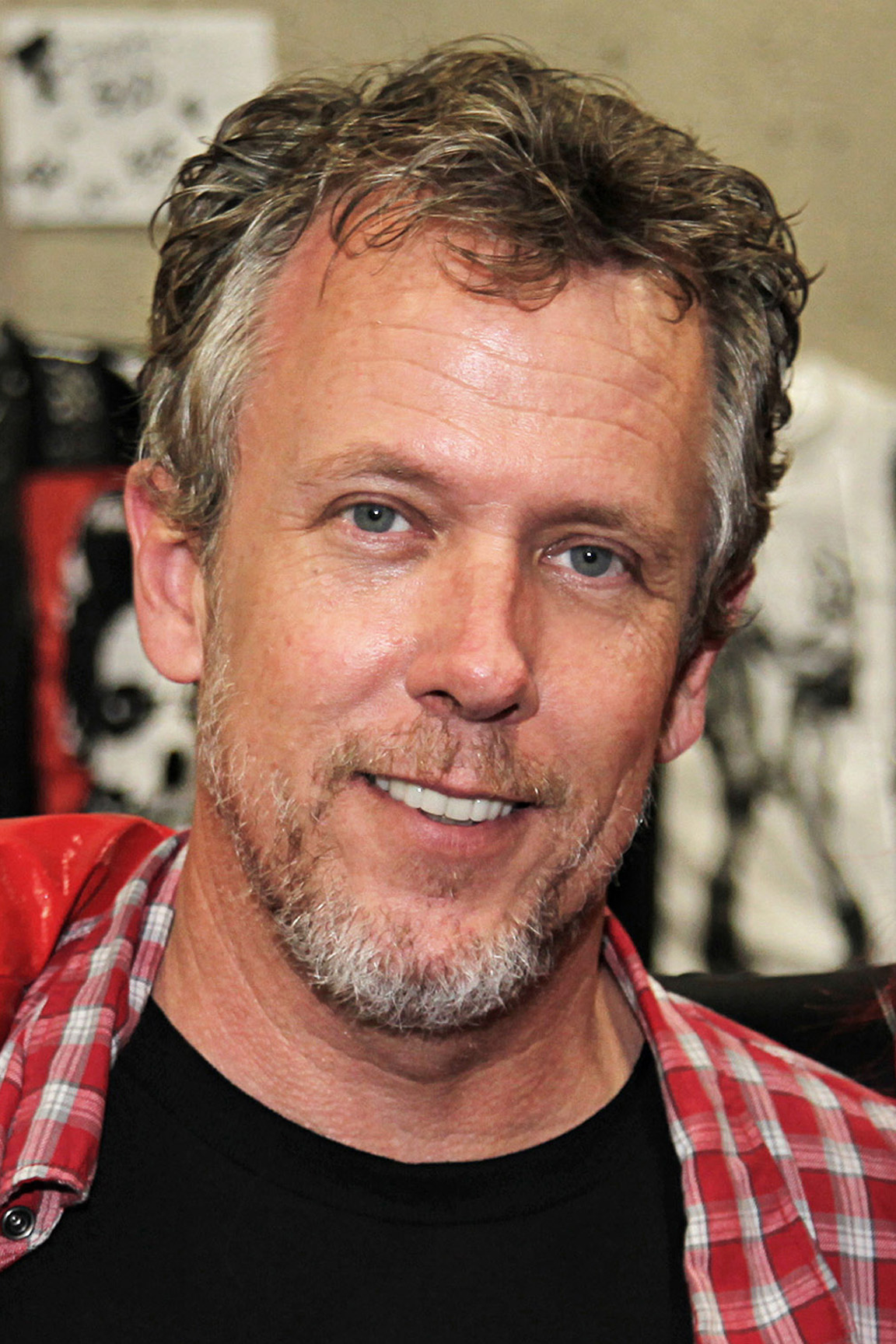
Tom Byron, guanyador del Intèrpret Masculí de l'Any

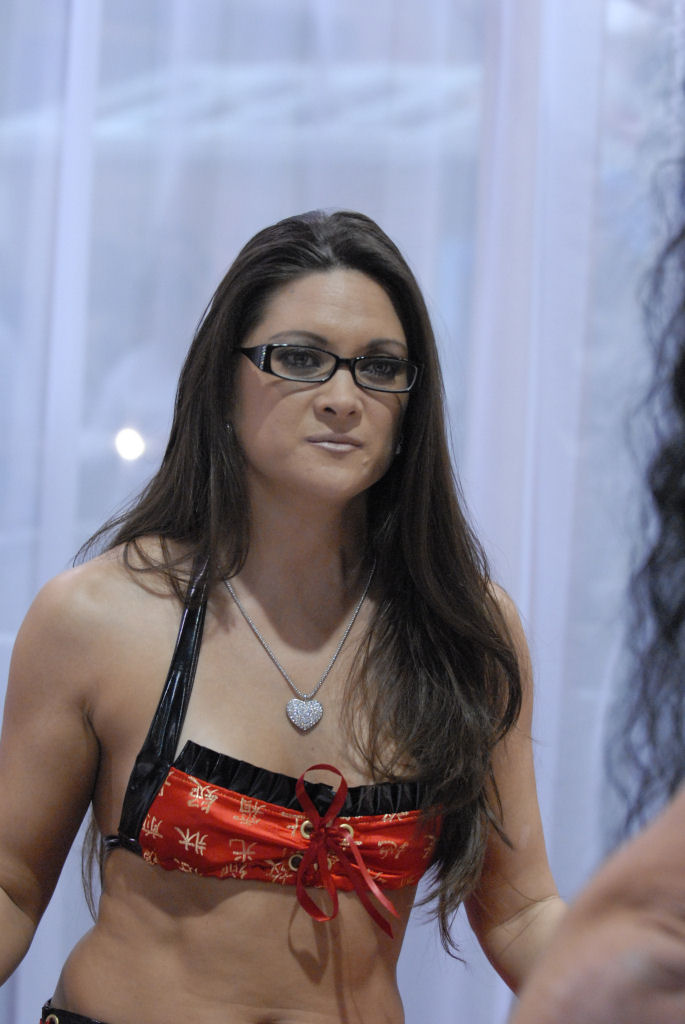
Stephanie Swift, Intèrpret Femení de l'Any

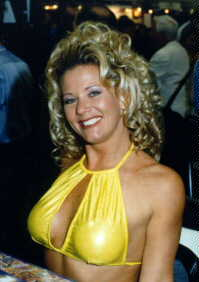
Johnni Black, millor nova estrella

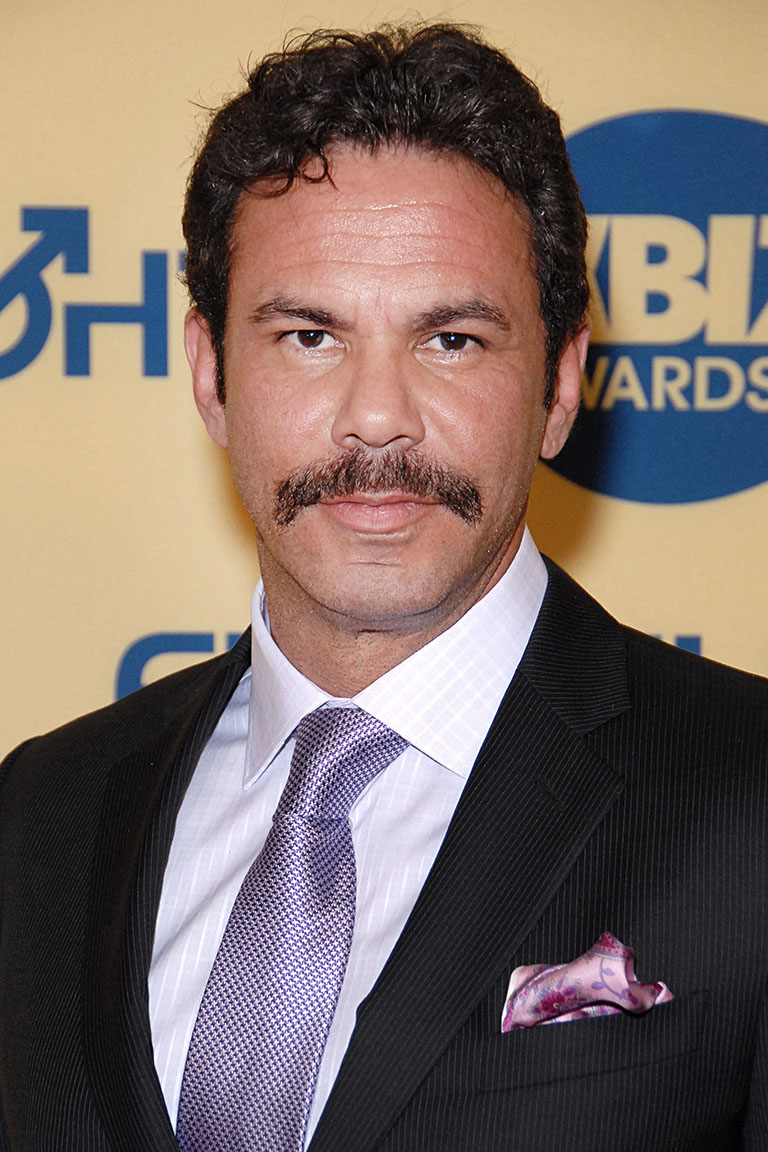
Steven St. Croix, guanyador al Millor Actor—Pel·lícula

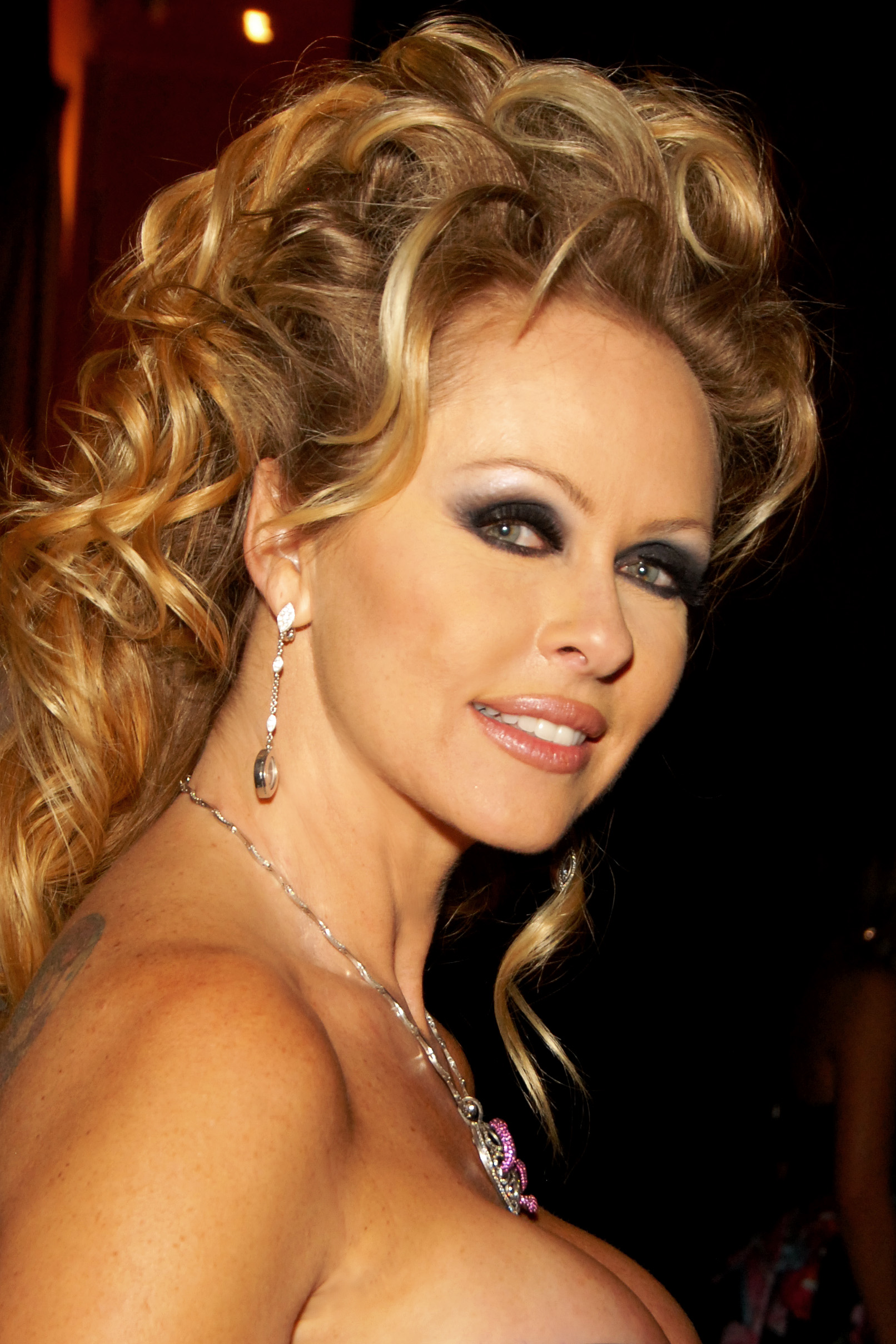
Dyanna Lauren, guanyadora de Millor Actriu—Pel·lícula

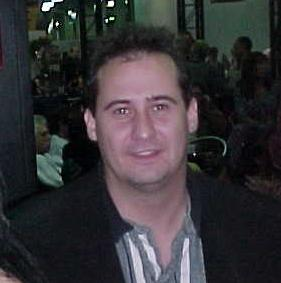
Nic Cramer, Millor Director—Pel·lícula

Els guanyadors s'enumeren en primer lloc, es destaquen en negreta i s'indiquen amb una doble daga ().
| Millor pel·lícula | Millor pel·lícula |
| --- | --- |
| - Bad Wives - - Africa Rising - Basic Elements - Control - Doin' the Ritz - Heat - Lisa - Operation Sex Siege - Red Vibe Diaries - Satyr - The Scope - Twisted - The Zone | |
| Millor pel·lícula rodada en vídeo | Millor vídeo gai |
| - Buda - All About Eva - Ancient Secrets of the Kama Sutra - Blue Dahlia - Crazed - Drop Sex: Wipe the Floor - Fountain of Innocence - The Gift - Indigo Delta - Impact - Miscreants - New Wave Hookers 5 - Persona - Seduce & Destroy - A Week and a Half in the Life of a Prostitute | - Naked Highway - An American in Prague - Anchor Hotel - A Body to Die For - Fallen Angel - Family Values - GoodFellas/BadFellas - Hard Core - High Tide - Jeff Stryker's Underground - Journey to Italy - A Love Story - Marine Crucible - Matador - Pleasure Principle - Tailspin |
| Intèrpret Masculí de l'Any | Artista gai de l’any |
| - Tom Byron - Mark Davis - Rod Fontana - Jack Hammer - Dave Hardman - Mr. Marcus - Sean Michaels - Rodney Moore - Ed Powers - Jake Steed - Max Steiner - Vince Vouyer | - Jim Buck - Drew Andrews - Blue Blake - Matt Bradshaw - Rick Chase - Dino DiMarco - Paul Morgan - Johan Paulik - Richard Reyes - Lukas Ridgeston - Jeff White |
| Intèrpret Femenina de l'Any | Millor nova estrella |
| - Stephanie Swift - Chloe - Jill Kelly - Christi Lake - Dyanna Lauren - Shanna McCullough - Mila - Missy - Tiffany Mynx - Julie Rage - Jasmin St. Claire - Serenity - Stacy Valentine | - - Anita Blond - Angelica de la Sol - Angel Hart - LeeAnna Heart - Toni James - Midori - Mila - Alexandra Silk - Kobe Tai - Vicca |
| Millor Actor—Pel·lícula | Millor Actriu—Pel·lícula |
| - Steven St. Croix, Bad Wives - Buck Adams, Filth - Mickey G.. The Zone - Mike Horner, Africa Rising - Mike Horner, Smoke & Mirrors - Mike Horner, Tight Spot - Jonathan Morgan, Sleaze - Tony Tedeschi, The Heist - Vince Vouyer, Control | - Dyanna Lauren, Bad Wives - Julia Ann, The Heist - Lené Hefner, Control - Melissa Hill, Sweet Revenge - Heather Hunter, Heat - Jenna Jameson, Satyr - Dyanna Lauren, The Zone - Shanna McCullough, Tight Spot - Stacy Valentine, Red Vibe Diaries |
| Millor Actor—Vídeo | Millor Actriu—Vídeo |
| - Tom Byron, Indigo Delta - Mickey G., Surrender - Dave Hardman, A Pervert Walks Among Us - Mike Horner, Crazed - Mike Horner, Swinging in the Rain - Jonathan Morgan, Makin' Whoopee - Jonathan Morgan, Texas Dildo Masquerade - Wilde Oscar, Moondance - Tony Tedeschi, Blue Dahlia - Valentino, Drop Sex: Wipe the Floor | - Stephanie Swift, Miscreants - Brittany Andrews, The Fanny - Davia Ardell, Makin' Whoopee - Juli Ashton, Scotty's X-Rated Adventure - Tricia Devereaux, A Week and a Half in the Life of a Prostitute - Morgan Fairlane, Restless Desire - Jeanna Fine, Night and Day 3 - Nina Hartley, All About Eva - Kylie Ireland, Face Jam - Sharon Kane, Night of the Living Bi Dolls - Jill Kelly, Persona - Dyanna Lauren, Bad Girls 9 - Shanna McCullough, Seduce & Destroy - Missy, Sinister Sister - Serenity, Crazed |
| Millor actor secundari—Pel·lícula | Millor actriu secundària—Pel·lícula |
| - Wilde Oscar, Doin' the Ritz - Mark Davis, Corporate Assets 2 - John Decker, Tight Spot - Jon Dough, Bad Wives - Mickey G., Satyr - Dave Hardman, Doin' The Ritz - Wilde Oscar, Twisted - Joey Silvera, Heat - Tony Tedeschi, Filth - Tony Tedeschi, The Heist | - Melissa Hill, Bad Wives - Asia Carrera, Satyr - Sindee Coxx, Control - Missy, Satyr - Julie Rage, Tattle Tales - Misty Rain, Red Vibe Diaries - Nikki Sinn, Tight Spot - Stephanie Swift, Temporary Positions - Kobe Tai, The Show 2 |
| Millor acor secundari —vídeo | Millor actriu secundària—vídeo |
| - Dave Hardman, Texas Dildo Masquerade - Steve Austin, Swinging in the Rain - Tom Byron, Enchanted - Steve Drake, Uncontrollable Lust - Mickey G., Crazed - Steve Hatcher, Agent Muff ATF - Sean Michaels, Face Jam - Jonathan Morgan, Masters of Perversion - Peter North, Scotty's X-Rated Adventure - Kyle Stone, Lost Angels - Scott Styles, First Whore's Club | - Jeanna Fine, Miscreants - Alyssa Allure, Glass Houses - Brittany Andrews, Swinging in the Rain - Candy Apples, Texas Dildo Masquerade - Juli Ashton, New Wave Hookers 5 - Alex Dane, Night and Day 3 - Alex Dane, Restless Desire - Jeanna Fine, New Wave Hookers 5 - Nina Hartley, Ginger's Island - Melissa Hill, Indigo Delta - Missy, Surrender - Julie Rage, All About Eva |
| Millor Director—Pel·lícula | Millor Director—Vídeo |
| - Nic Cramer, Operation Sex Siege - James Avalon, Red Vibe Diaries - Andrew Blake, Paris Chic/Dark Angel - Seymore Butts, Willy Red; Dinner Party 2 - Stuart Canterbury, Africa Rising - Toni English, Heat - Kris Kramski, Klimaxx - Philip Mond, Zazel - Phil M. Noir, Twisted - Ralph Parfait, The Scope - Paul Thomas, Bad Wives - Paul Thomas, The Zone - Michael Zen, Satyr | - Robert Black, Miscreants - Brad Armstrong, Ancient Secrets of the Kama Sutra - James Avalon, Blue Dahlia - François Clousot, SexHibition 5 - Gregory Dark, Gregory Dark's The Psycho Sexuals - Teri Diver, Tom Elliott; Persona - Jim Enright, Seduce & Destroy - Toshi Gold, Skin 11: Unbound - Ernest Greene, Surrender - Jim Holliday, Sorority Sex Kittens 3 - John Leslie, Drop Sex: Wipe the Floor - Cash Markman, Swinging in the Rain - Jonathan Morgan, Indigo Delta - Michael Ninn, New Wave Hookers 5 - Jace Rocker, Makin' Whoopee - Candida Royalle, The Gift - John Stagliano, Buda |
| Millor Director—Vídeo gai | Millor pel·lícula All-Girl |
| - Wash West, Naked Highway - Sam Abdul, A Love Story - Paul Barresi, GoodFellas/BadFellas - Kristen Bjorn, Anchor Hotel - Bruce Cam, Robert Kirsch; Fallen Angel - Kevin Clarke, Pleasure Principle - Gino Colbert, John Trennel; Jeff Stryker's Underground - Chip Daniels, Marine Crucible - Jerry Douglas, Family Values - George Duroy, An American in Prague - Lucas Kazan, Journey to Italy - Derek Kent, A Body to Die For - Chi Chi LaRue, Hard Core - John Rutherford, High Tide - John Travis, Tailspin - Michael Zen, Matador | - Diva 4 - Buttslammers 15 - Catlickers 4 - Diva - Everybody Wants Some 3 - Femania - Jenna's Built for Speed - Nasty Girls 15 - Possessions - Shane's World 6 - Violation of Jill Kelly - Where The Boys Aren't 9 |
| Millor pel·lícula estrangera | Millor estrena europea (Premi Hot Video) |
| - The Fugitive 1 & 2 - Anita - Betty Bleu - Cold Desire - Dead Man's Wish - Euro Angels - The Magnificent 7 Girls - Messalina, The Virgin Empress - Immortal - In Your Dreams - Rebecca in Paris II - Sexy Killer "Nikyta" - Skin: The 8th Consecration - Torero - Virility | - President by Day, Hooker by Night - Beauty and the Beast - No Entry to the Public - The Magnificent Seven - Mamma |
| Millor pel·lícula All-Sex | Millor vídeo All-Sex |
| - Zazel - Dark Angel - Dinner Party 2 - Klimaxx - Paris Chic | - Fresh Meat 4 - America's 10 Most Wanted 2 - Bombshell - Decadence - Dirty Days in Hollywood - Dreamscape - Filthy Coeds - Liquid Lust - Gregory Dark's The Psycho Sexuals - Skin 11: Unbound - Sodomania 21 - World Sex Tour 10 - World Sex Tour 11 |
| Millor vídeo gonzo | Millor comèdia de sexe |
| - Voyeur 7 & 8: Live in Europe - Assman - Ben Dover's Little Smart Asses - Buttman in Barcelona - Butt Row Euro Style - Buttwoman '97 - Cunt Hunt 2 - Gluteus to the Maximus - Lil' Women: Vestal Virgins - Max World 7: Tube Steak Boogie - Nice Fuckin' Movie - Rock 'n Roll Rocco - Shameless Desire - Shane's World 5 - Tom Byron's Cumback Pussy 7 | - Cellar Dwellers II - The Fanny - A Little Piece of My Heart - Makin' Whoopee - A Pervert Walks Among Us - Rainwoman 10 - Raw Footage - South by Southeast - Suggestive Behavior - Swinging in the Rain - Texas Dildo Masquerade - Women Behaving Badly |
| Cinta més venuda de l'any | Millor cinta de lloguer de l'any |
| - Zazel - Bad Wives - Buttman in Barcelona - Dinner Party 2 - New Wave Hookers 5 - Rocco More Than Ever - Rock 'n' Roll Rocco - Satyr - Sodomania 22 - Where the Boys Aren't 9 - Wicked Weapon - The World's Luckiest Man | - New Wave Hookers 5 - Bad Wives - Ben Dover's English Asscapades - Bottom Dweller 5 - Buttman in Barcelona - Buttman's Bend Over Babes IV - Drop Sex: Wipe the Floor - The Pyramid 3 - Rocco's Private Fantasies - Satyr - Seymore butts: Gluteus to the Maximus - Zazel |
| Millor escena de sexe de parella, pel·lícula | Millor escena de sexe de parella, vídeo |
| - Misty Rain, Marc Wallice; Red Vibe Diaries - Jon Dough, Dyanna Lauren; Bad Wives - Lené Hefner, Vince Vouyer; Control - Asia Carrera, Steve Hatcher; Corporate Assets 2 - Sean Michaels, Stephanie Swift; Dinner Party 2 - Heather Hunter, Steven St. Croix; Heat - Alec Metro, Liza Harper; Lisa - Nikki Tyler, Rocco Siffredi; Nikki Loves Rocco - Alex Sanders, Alyssa Love; Red Vibe Diaries - Asia Carrera, Mickey G.; Satyr - Steven St. Croix, Ruby (actress); The Show 2 - Shanna McCullough, Tony Martino; Tight Spot - Gina LaMarca, Jon; Zazel | - Rocco Siffredi, Ursula Moore; Buda - Dyanna Lauren, Peter North; Bad Girls 9 - Tony Tedeschi, Roxanne Hall; Blaze - Ruby (actress), Colt Steele; Boobwatch - Fernanda, Deniro; Brazil on Butt Row - Rocco Siffredi, Elizabeth Shay; Buttman in Barcelona - Van Damage, Nikki Smalls; Filthy Coeds - Mark Davis, Shanna McCullough; The Gift - Missy, Mickey G.; Heart & Soul - Alex Sanders, Serenity; Lost Angels - Nikita, Mickey G.; Gregory Dark's The Psycho Sexuals - Ona Zee, Mark Davis; Sex 4 Hire - Roxanne Hall, John Decker; SexHibition5 - Sindee Coxx, T. T. Boy; Sorority Sex Kittens 3 - T. T. Boy, Yumi; Wild Bananas on Butt Row |
| Millor escena de sexe en grup, pel·lícula | Millor escena de sexe en grup, vídeo |
| - Anna Romero, Sasha Vinni, Drew Reese, Kevin James; Zazel - Steven St. Croix, Melissa Hill, Stephanie Swift; Bad Wives - Vince Vouyer, Sindee Coxx, Lexus; Control - Shanna McCullough, Davia Ardell, Peter North; Doin' the Ritz - Marcella Reeves, Leslie Grant, Omar Williams; Klimaxx - Hijackers' Boat Orgy, Operation Sex Siege - Stacy Valentine, Maya, David Steele; Red Vibe Diaries - Jenna Jameson, Brad Armstrong, Mickey G.; Satyr - Stacy Valentine, Tom Byron, Peter North; Satyr - Johnni Black, Kyle Stone, Vince Vouyer; Temporary Positions - Krista Maze, T. T. Boy, Alex Sanders; Twisted - Sasha Vinni, Brooke Lane, Helene, Antonio Valentino; Zazel - Dyanna Lauren, Byron Long, Weed; The Zone | - Peter North, Alyssa Love, Holli Woods, Katie Gold, Shay Sweet; Gluteus to the Maximus - Orgy scene (Dyanna Lauren, Papillon, Tatiana, Jon Dough, Peter North, Vince Vouyer); Ancient Secrets of the Kama Sutra - Ann, Alberto Ray, Paschal, Ben Dover; Ben Dover's Little Smart Asses - Chloe, Roxanne Hall, Marc Wallice; Blue Dahlia - Opening orgy (Monika Kiss, Holly Black, Reka Gabor, Szilvia, Leslie Taylor, Steve Hard, Zenza Raggi, John Walton); Buda - Jake Steed, Mark Davis, Mikki Malone, Leah Dawn, Rainahh; Butt Row Unplugged - Jake Steed, Lauren Montgomery, Monti; Drop Sex: Wipe the Floor - Serenity, Alex Sanders, Sindee Coxx; Lost Angels - Dru Berrymore, Jack Hammer, Liza Harper, Randi Lee, Tom Byron; Miscreants - Airin, K. C., Ed Powers, Jake Steed, Bobbi; More Dirty Debutantes 71 - Mickey G., Missy, Ruby, Chloe; Gregory Dark's The Psycho Sexuals - The orgy (Clarissa Bruni, Elizabeth King, Eva, Heidy Cassini, Illana Moore, Jeanette La Douce, Lenka Veborova, Olga Lovi, Dina Pearl, Regina Sipos, Stephanie Silver, Samantha del Rio, Katarina Martinez, Sophie Call, Cassandra, Vivienne Clash, Andrea Nobili, Andrea Spider, Christoph Clark, Francesco Malcom, Jean-Yves Le Castel, Pavel Sahaj, Richard Langin, Robert Rosenberg, Roberto Malone, Rocco Siffredi, Silvio Evangelista, others); Rock 'n' Roll Rocco 2: Backstage Pass - Jacklyn Lick, Missy, T. T. Boy; Sinister Sister - T. T. Boy and 15 women; Sorority Sex Kittens 3 - Erika Bella, Zoltan Cowboy, [Dorian Lux, Leslie Taylor; The Voyeur 10 - Precious Silver, Marc Wallice, Kyle Stone, Brian Surewood; A Week and a Half in the Life of a Prostitute |
| Millor escena de sexe All-Girl—Pel·lícula | Millor escena de sexe All-Girl—Video |
| - Missy, Jenna Jameson, Satyr - Sally Layd, Traci Angel; Africa Rising - Dyanna Lauren, Stephanie Swift, Jenteal; Censored - Melissa Hill, Lené Hefner; Control - Heather Hunter, Jenteal, Misty Rain; Heat - Tabitha Stevens, Nikki Tyler, Melissa Hill; Nikki Loves Rocco - Deva Station, Charlie; Red Vibe Diaries - Missy, Asia Carrera; f - Sasha Vinni, Nikie St. Gilles; Zazel - Lené Hefner, Sasha Vinni, Devin; Zazel - Dyanna Lauren, Kobe Tai; The Zone | - Jeanna Fine, P. J. Sparxx, Tricia Devereaux; Cellar Dwellers II - Caressa Savage, Nici Sterling; Anal Aristocrats - Tiffany Mynx, Coral Sands, Tonisha Mills, Raylene; Buttwoman '97 - Sindee Coxx, Felecia; Club Imagination - Serenity, Missy; Crazed - Vicca, Laura Palmer; Diva - Liza Harper, Mila, Kitana Steel, Erika Lockett, Zasu Knight, Amber; Everybody Wants Some 3 - Misty Rain, Tiffany Mynx; First Time Ever: The New Harvest - Jenna Jameson, Missy, Nadia Moore; Jenna's Built for Speed - Taylor Hayes, Jordan McKnight; Musical Tushies - Jacklyn Lick, Missy, Ruby; Nasty Girls 14 - Juli Ashton, Asia Carrera, Felecia; New Wave Hookers 5 - Shayla LaVeaux, Jill Kelly; Not the Lovin' Kind - Summer Knight, Caressa Savage; Pussyman Takes Hollywood - Missy, Jill Kelly, Felecia, Alexis; Shameless Desire - The power drill orgy (Brianna Lee, Caressa Savage, Gina Rome, Julie Rage, Kiss, Sally Layd); Violation of Brianna Lee - Dyanna Lauren, Chasey Lain, Janine Lindemulder; Where the Boys Aren't 9 |

### Guanyadors addicionals
Aquests premis es van anunciar, però no es van presentar, en segments només per als guanyadors llegits per Robert Schimmel i Misty Rain durant l'esdeveniment. Els premis dels guanyadors es van repartir fora de l'escenari:
- Millor sèrie femenina: Diva
- Millor escena de sexe anal—pel·lícula: Steven St. Croix, Dyanna Lauren; Bad Wives
- Millor escena de sexe anal—vídeo: Careena Collins, Mark Davis, Sean Michaels; Butt Banged Naughty Nurses
- Millor funció de temàtica anal: Gluteus to the Maximus
- Millor concepte de caixa: Ancient Secrets of the Kama Sutra, Vivid Video
- Millor sèrie de vídeos continuats: Fresh Meat
- Millor director: estranger Pierre Woodman, The Fugitive 1 & 2
- Millor vídeo de temàtica ètnica: Midori's Flava
- Millor cinta de llargmetratge: Heart & Soul
- Millor cinta de llargmetratges estrangers: Private Stories 22
- Millor cinta de gangbang: Gangbang Girl 19[5]
- Millor sèrie de gonzo: Tom Byron's Cumback Pussy
- L'escena de sexe més escandalosa: Mila, Kiss, "Anal Food Express", My Girlfriend's Girlfriends
- Millor campanya de màrqueting global—Imatge de l'empresa: VCA Pictures
- Millor campanya de màrqueting global: vídeo gai: Family Values, Men of Odyssey
- Millor campanya de màrqueting general: títol o sèrie individual: Zazel, Cal Vista Films/Metro
- Millor embalatge: pel·lícula: Paris Chic, Studio A Entertainment
- Millor embalatge—vídeo: Makin' Whoopee, Cal Vista Video/Metro
- Millor escena sexual—estrangera: Double Ship Orgy, Private Stories 16
- Millor escena de sexe en solitari: Vicca, Diva
- Millor actuació tease: Silvia Saint, Fresh Meat 4[5]

La nit anterior, el 9 de gener de 1998, durant el còctel previ als premis d'AVN, acull l'actriu de cinema per a adults Nici Sterling i el còmic Dave Tyree va lliurar aquests premis, principalment per l'excel·lència entre bastidors:
- Millor actor-vídeo gai: Jim Buck, Naked Highway
- Millor anunci: L'home més afortunat del món, Hustler/Vivid
- Millor pel·lícula alternativa per a adults: Crash
- Millor film alternatiu per a adults o cinta especialitzada: Jenny McCarthy: The Playboy Years
- Millor vídeo alternatiu per a adults: 10th Anniversary Colorado River Wet T&A, Vols. 1 i 2
- Millor Sèrie Amateur: Catalina L'Amour
- Millor cinta amateur: Southern Belles 8
- Millor direcció artística—pel·lícula: Zazel
- Millor direcció artística—vídeo gai: Doin' Time 2069, Part 2
- Millor direcció artística—vídeo: New Wave Hookers 5
- Millor vídeo bisexual: Night of the Living Bi Dolls
- Millor concepte de boxcover—vídeo gai: Matador, All Worlds Video
- Millor CD-ROM gràfic/direcció artística: UltraVixen
- Millor disc de fotos en CD-ROM: Super Models 1
- Millor fotografia: Philip Mond, Zazel
- Millor cinta de recopilació: The Voyeur's Favorite Blow Jobs & Anals
- Millor director—Bisexual Video: Josh Eliot, Night of the living Bi Dolls
- Millor director: vídeo bisexual Josh Eliot, Night of the living Bi Dolls
- Millor muntatge: pel·lícula: James Avalon, Zazel
- Millor edició—vídeo gai: Wash West, Dr. Jerkoff & Mr. Hard
- Millor edició—vídeo: John Leslie, Drop Sex: Wipe the Floor
- Millor sèrie explícita: Filthy Fuckers
- Millor vídeo en solitari gai: Titan Men—Alone in the Backwoods
- Millor llançament especialitzat gai: Fallen Angel
- Millor CD-ROM interactiu (joc): Dadahouse[5]
- Millor CD-ROM interactiu (no joc): Virtual Sex with Asia
- Millor música: Toshi Gold, Skin 11: Unbound
- Millor música—vídeo gai: Tom Alex i Sharon Kane, A Love Story
- Millor nouvingut—vídeo gai: Jim Buck
- Millor actuació no sexual: pel·lícula o vídeo: Jamie Gillis, New Wave Hookers 5
- Millor actuació no sexual: vídeo gai, bi o trans: Sharon Kane, Family Values
- Millor concepte de CD-ROM original: Fischer's Erotic Encyclopedia
- Millor embalatge—vídeo gai: Tailspin, Studio 2000
- Millor embalatge—especialitat: Spiked Heel Diaries 8, vídeo estrany
- Millor sèrie Pro-Am: Filthy First Timers
- Millor cinta Pro-Am: More Dirty Debutantes 71
- Millor guió—pel·lícula: Dean Nash, Bad Wives
- Millor guió—vídeo gai: Wash West, Naked Highway
- Millor guió—vídeo: Jonathan Morgan, Crazed
- Millor escena de sexe—vídeo gai: Jeff Stryker, Derek Cameron; Jeff Stryker's Underground
- Millors efectes especials: New Wave Hookers 5
- Millor cinta especial: Big Bust: Mandy Mountjoy fa hardcore
- Millor cinta especial: Bondage: Kym Wilde's On the Edge 40
- Millor cinta especialitzada—Altre gènere: Hardcore Male/Female Oil Wrestling
- Millor cinta especialitzada—Spanking: Disciplined by the Cane
- Millor intèrpret secundari: vídeo gai: Bo Summers, Family Values
- Millor tràiler: New Wave Hookers 5
- Millor vídeo trans: I Dream of Queenie
- Millor videografia: Justin Sterling, Barry Harley; Diva, The Series
- Millor videografia: vídeo gai: Wash West, Naked Highway[5]

### Premis honorífics AVN

#### Premis especials d'assoliment
- Al Goldstein,[1] "per la seva defensa de tota la vida de la Primera Esmena"[2]
- Christy Canyon,[1] "per la seva trajectòria a la indústria del vídeo per a adults"[2]
- Dave Friedman,[1] "un dels pares fundadors de les indústries del cinema i vídeo per a adults"[2]

#### Premi AVN Breakthrough
Presentat a Steve Orenstein de Wicked Pictures; els altres nominats van ser Robert Black i Tom Byron

#### Saló de la Fama
Els nous membres del Saló de la Fama d'AVN, anunciats durant la recepció del còctel previ als premis d'AVN, van ser: 
Lois Ayres, Rene Bond, Jerry Butler, Careena Collins, Jon Dough, Jerry Douglas, Roy Karch, Keisha, Dorothy LeMay, Chelsea Manchester, Constance Money, Paul Norman, Jace Rocker, Derek Stanton, Jane Waters, Bambi Woods

### Adult Internet Awards
Els guanyadors dels Adult Internet Awards el 1998 es van anunciar en un altre moment més tard durant l'any i no van formar part de l'espectacle:
- Millor lloc general: Fuck Force 5 (FF5)
- Millor lloc gai en general: Cisel Media
- Millor canal de vídeo en directe Python Communications Inc.
- Millor oficina de serveis de vídeo en directe BabeNet Ltd.
- Millor lloc pictòric: Kara's Adult Playground
- Millor intèrpret o lloc personal: Danni's Hard Drive
- Millor ús dels complements: Fuck Force 5 (FF5)
- Millor animació: Fuck Force 5 (FF5)
- Millor departament d'atenció al client: BabeNet
- Millor programa de clics: Smart Bucks
- Lloc més fàcil d'utilitzar: Manzone
- Millors gràfics: Adult Online Network
- Millor lloc de venda al detall: Adult DVD Xtreme
- Millor campanya de màrqueting: Purehardcore
- Els millors llocs d'enllaços: Enllaços per a adults de Persian Kitty
- Millor E-Zine: Vavoom
- Millor interfície de vídeo sota demanda: Slut TV
- Millor interfície de xat: Python Premium Pack

PREMIS POPULARS CHOICE:
- Millor lloc gratuït: Web Voyeur
- Millor lloc il·lustrat gratuït: Collectors Gallery
- Millor intèrpret gratuït o lloc personal: Asia Carrera's Buttkicking Homepage

### Múltiples nominacions i premis
Zazel va guanyar més premis amb set; Bad Wives va ser el següent amb sis estatuetes.New Wave Hookers 5 en va guanyar cinc.

## Informació de la cerimònia
Mentre acceptava el seu premi a la trajectòria, Christy Canyon va anunciar la seva jubilació oficial.
Entre les persones que van participar en la producció de la cerimònia, Mark Stone també va exercir de director musical; un vídeo d'obertura titulat "History" va ser produït per Steve Austin i Serenity va ser responsable de la coreografia.
Les cerimònies van ser publicades en cintes VHS tant per VCA Pictures com per Playboy Entertainment Group. La cinta de Playboy inclou escenes de softcore de les pel·lícules guanyadores, mentre que la cinta VCA inclou escenes hardcore dels guanyadors. El programa de premis també va ser retransmès per Internet per la revista High Society via cun-tv.com el 16 de maig de 1998.
Els premis AVN de 1998 van aconseguir més tard un cop inesperat de cobertura general quan David Foster Wallace va assistir a la cerimònia com a part de la seva exploració global del lloc (o no lloc) de la pornografia a la societat nord-americana quan el segle XX s'acostava al seu final. Wallace va escriure sobre l'esdeveniment i alguns temes relacionats amb ell en un article que va escriure per a la revista Premiere i va publicar amb pseudònim, i més tard va afegir la història a un llibre amb el seu nom real i el títol "Big Red Son."

### Revisions crítiques
Alguns assistents van criticar la durada de l'espectacle. En una publicació al grup de notícies Rec.Arts.Movies.Erotica Usenet, Tim Evanson va assenyalar: "La durada del programa va tornar a ser una preocupació (el nombre de categories heterosexuals és molt gran) i el nombre d'informats de la indústria gai que assistiren als premis va baixar lleugerament aquest any."

## In Memoriam
L'editor d'AVN Paul Fishbein va retre homenatge a la mort de l'empresari de la indústria per adults Reuben Sturman durant el programa.